# Ștefan cel Mare (cartier)
Ștefan cel Mare este un cartier situat în sectorul 2 al Bucureștiului. El cuprinde șoseaua Ștefan cel Mare. Cartierul se învecinează, la Nord cu cartierul Floreasca, la Vest Cu cartierul Victoriei, la est cu cartierul Obor și la Sud cu Bulevardul Dacia.